# Xã Springfield, Quận York, Pennsylvania
Xã Springfield (tiếng Anh: Springfield Township) là một xã thuộc quận York, tiểu bang Pennsylvania, Hoa Kỳ. Năm 2010, dân số của xã này là 5.152 người.